# Dimethylftalaat
Dimethylftalaat of DMP is een organische verbinding met als brutoformule C10H10O4. Het is een kleurloze, olie-achtige vloeistof. De stof is de dimethylester van ftaalzuur. De aanwezigheid van de benzeenring in het molecule maakt het ook tot een aromatische verbinding.

## Toepassingen
Dimethylftalaat wordt gebruikt ter bestrijding van ectoparasieten, afweerstof tegen insecten, als vaste raketbrandstof en als uitgangsstof voor plastics en weekmakers in plastic.